# کدال

وبگاه کدال، سامانه جامع اطلاع‌رسانی ناشران

کدال سرواژه انگلیسی سامانه جامع اطلاع‌رسانی ناشران اوراق بهادار تحت نظارت سازمان بورس و اوراق بهادار است. این سامانه در واقع یک سامانه الکترونیکی است که با اقتباس از سامانه‌های اطلاع‌رسانی بورس‌های دیگر جهان راه‌اندازی شده‌است.

## خاست‌گاه قانونی
طبق ماده ۲ قانون بازار اوراق بهادار جمهوری اسلامی ایران (مصوب ۱ آذر ۱۳۸۴) سازمان بورس و اوراق بهادار برای حمایت از حقوق سرمایه‌گذاران و با هدف سامان‌دهی، حفظ و توسعه بازار شفاف، منصفانه و کارای اوراق بهادار و به منظور نظارت بر حسن اجرای این قانون تشکیل شد. بر اساس ماده ۷ این قانون، اتخاذ تدابیر لازم برای پیش‌گیری از وقوع تخلفات در بازار اوراق بهادار و نیز نظارت بر افشای اطلاعات مهم توسط شرکت‌های ثبت‌شده نزد سازمان بورس و اوراق بهادار بر عهده هیئت مدیره این سازمان است. در همین راستا و به منظور افزایش شفافیت اطلاعات در بازار سرمایه ایران و کاهش فاصله زمانی بین تهیه اطلاعات تا انتشار آن به عموم، ایجاد سامانه جامع اطلاع‌رسانی ناشران از آبان ۱۳۸۵ در دستور کار سازمان بورس و اوراق بهادار قرار گرفت.

## بهینه‌گزینی (Benchmarking)
در این راستا، مطالعات لازم در سامانه‌های دیگر کشورها مانند آمریکا، مالزی و… انجام شد. سرانجام، سامانه جامع اطلاع‌رسانی ناشران برای الکترونیکی کردن فرایند جمع‌آوری، بررسی و انتشار اطلاعات همه شرکت‌های ثبت‌شده نزد سازمان و دیگر اشخاصی که طبق قانون بازار اوراق بهادار ملزم به گزارش اطلاعات خود هستند به وجود آمد.

## مراحل راه‌اندازی
- پس از طراحی سامانهٔ کدال و انجام آزمایش‌های لازم در داخل سازمان، اولین جلسه کارگاه آموزشی این سامانه در ابتدای آبان ۱۳۸۶ با حضور مدیران شرکت‌های پذیرفته‌شده در بورس اوراق بهادار تهران برگزار شد.
- کار با سامانه کدال ابتدا با ۱۴ شرکت پذیرفته‌شده در بورس آغاز شد.
- متعاقباً آموزش دیگر شرکت‌ها به تدریج انجام شد و تعدادی از شرکت‌ها به‌طور داوطلبانه به ارسال اطلاعات در این سامانه اقدام کردند؛ به گونه‌ای که تا ابتدای مهر ۱۳۸۷ حدود ۲۴۰ اطلاعیه از طریق این سامانه به بازار منعکس شد.
- ارسال اطلاعات از طریق این سامانه از ابتدای مهر ۱۳۸۷ برای شرکت‌های بازار اول بورس اوراق بهادار تهران الزامی شد؛ و هم‌زمان، آموزش دیگر شرکتها نیز ادامه یافت.
- با توجه به اتمام آموزش همه شرکت‌ها تا پایان آذر ۱۳۸۷، دیگر شرکت‌ها نیز اقدام به ارسال اطلاعات از طریق این سامانه کردند؛ به گونه‌ای که علاوه بر ارسال اطلاعات توسط شرکت‌های بازار اول، تا پایان سال ۱۳۸۷ بیش از ۹۰ شرکت بازار دوم نیز به‌طور اختیاری اطلاعات خود را از طریق این سامانه فرستادند.
- از ابتدای سال ۱۳۸۸ ارسال اطلاعات همه شرکت‌ها از طریق این سامانه الزامی شد.
- در فاز بعدی پروژه، فراهم کردن امکان ارسال الکترونیکی اطلاعات توسط موسسات حسابرسی معتمد سازمان بورس و اوراق بهادار در دستور کار قرار گرفت. پس از پیاده‌سازی زیرساخت‌ها و فرم‌های مورد نیاز و برگزاری جلسات آموزشی برای همهٔ موسسات حسابرسی معتمد سازمان بورس و اوراق بهادار از مهر ۱۳۸۹ اطلاعات این موسسات نیز از طریق سامانه کدال ارسال می‌شود.
- در سال ۱۳۹۰ نیز امکان تکمیل و ارسال فرم‌های موضوع دستورالعمل اجرایی نحوه گزارش‌دهی دارندگان اطلاعات نهانی نیز از طریق سامانه کدال فراهم شد.

## فرآیندهای اصلی سایت کدال عبارت‌اند از
- آماده‌سازی و ثبت گزارش‌ها به‌وسیله ناشران
- دریافت و پذیرش گزارش‌ها توسط سامانه
- ذخیره و بازیابی گزارش‌های دریافتی
- تحلیل و نظارت بر گزارش‌ها توسط کارشناسان سازمان
- انتشار اطلاعات به عموم

## اهداف اصلی طراحی و به‌کارگیری سایت کدال عبارت‌اند از
- تسریع در ارائه اطلاعات ناشران اوراق بهادار و افشای عمومی آن
- ایجاد سازوکاری جهت تسهیل فرایند تهیه و افشای اطلاعات
- ایجاد سازوکارهای بهینه و مناسب گزارش‌گیری و گزارشگری مبتنی بر اصول جهانی جهت فعالان بازار سرمایه
- فراهم آوردن امکان دسترسی آسان استفاده‌کنندگان به اطلاعیه‌ها
- فراهم آوردن امکان نظارت مؤثرتر بر نحوه ارائه و افشای اطلاعات
- افزایش شفافیت اطلاعاتی از طریق کاهش دورهٔ زمانی تهیه تا انتشار اطلاعات و افزایش دقت در محاسبات و کنترل‌ها
- افزایش هماهنگی واحدهای درون‌سازمانی و برون‌سازمانی و ارتقای سطح اطلاع‌رسانی

## سامانه کدال چه گزارش‌هایی را منتشر می‌کند؟
گزارش‌های متنوعی از طریق سامانه کدال منتشر می‌شوند که هر یک از آن‌ها به طریقی در تصمیم‌گیری و رفتار سرمایه‌گذاران تأثیر می‌گذارند. مهم‌ترین گزارش‌های سامانه کدال شامل موارد زیر هستند:
صورت‌های مالی میان دوره و پایان دوره
گزارش ماهیانه
گزارش هیئت مدیره
گزارش اطلاعات با اهمیت گروه الف
گزارش اطلاعات با اهمیت گروه ب
گزارش تفسیری مدیریت
یادداشت‌های همراه صورت مالی
گزارش افزایش سرمایه
آگهی دعوت به مجامع و تصمیمات
اساسنامه و امیدنامه شرکت‌ها
گزارش ارزشگذاری شرکت‌ها قبل از IPO
اطلاعات هیئت مدیره و کمیته حسابرسی
شفاف سازی مربوط به سازمان بورس